# Edward Stępień
Edward Stępień (ur. 20 maja 1943 w Raniżowie, zm. 6 marca 2020) – polski specjalista w zakresie urządzania lasu, profesor nauk leśnych.

## Życiorys
W 1967 ukończył studia na Wydziale Leśnym Szkoły Głównej Gospodarstwa Wiejskiego, następnie rozpoczął pracę w Katedrze Urządzania Lasu.
Obronił pracę doktorską w 1974, następnie uzyskał stopień doktora habilitowanego w 1989. 18 lutego 2002 nadano mu tytuł profesora w zakresie nauk leśnych. Objął funkcję profesora zwyczajnego oraz kierownika w Katedrze Urządzania Lasu, Geomatyki i Ekonomiki Leśnictwa na Wydziale Leśnym Szkoły Głównej Gospodarstwa Wiejskiego w Warszawie.
Zmarł 6 marca 2020.

## Odznaczenia i wyróżnienia
- Medal Komisji Edukacji Narodowej[2]
- Złoty Krzyż Zasługi[2]
- Krzyż Kawalerski Orderu Odrodzenia Polski[2]
- Złoty Medal za Długoletnią Służbę[2]
- Odznaka Honorowa „Za Zasługi dla SGGW”[2]
- Nagrody Rektora SGGW[2]